# 林迪護尾鮠
林迪護尾鮠，為輻鰭魚綱鯰形目平鰭鮠科的其中一種，為熱帶淡水魚，分布於非洲剛果河流域，體長可達9公分，棲息在底層水域，生活習性不明。